# 切尔诺贝利核电站石棺
切尔诺贝利核电厂的石棺或防护结构（烏克蘭語：Об'єкт "Укриття"）是一个覆盖在切尔诺贝利核电厂4号核反应堆上的巨大的钢筋混凝土结构。它的目的是通过覆盖来保护爆炸中受损最严重的堆芯部分，防止在1986年发生的切尔诺贝利灾难产生的放射性污染继续向大气扩散。它位于被称为切尔诺贝利禁区的控制区内。
值得注意的是，这个结构的俄语称呼为，这意味着它应被称为“防护结构”或是“覆盖结构”，而不是“石棺”。
1996年，由于内部辐射强度高达每小时10000 伦琴（通常情况下城市中的背景辐射在每小时20−50微伦琴，暴露在超过500伦琴的辐射中超过5小时便会致命），这一结构被认为处于无法修复的状态。1997年，切尔诺贝利基金于丹佛八国集团峰会上成立，其制定的遮蔽执行计划（Shelter Implementation Plan, SIP）将在4号机组反应堆废墟及其石棺上方建造新遮蔽结构体（New Safe Confinment，NSC）来取代旧的石棺，一个建造外壳的项目已经完成。

## 建设

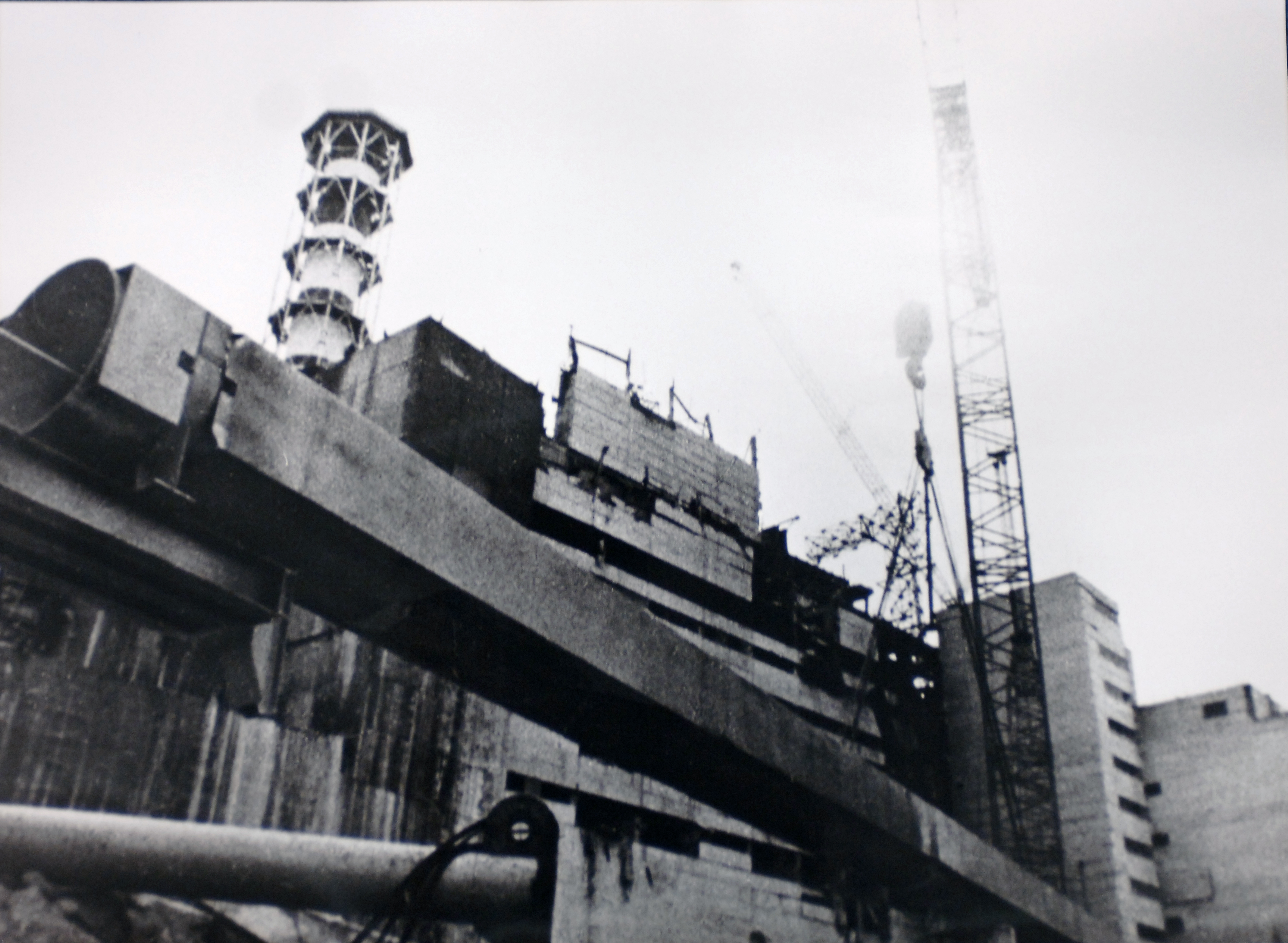
1986年，安装石棺的筹备阶段时四号机组的样子

石棺设计工作开始于灾难发生24天后，也就是1986年5月20日。建设一直持续了206天，从同年六月到十一月下旬。建设开始前，为了防止熔融的核燃料烧穿地下室的天花板，人们需要在反应堆底部建造一个冷却层。当局召集四百名煤矿工人，在1986年6月24日前挖出了一条长168米（551英尺）的隧道。核电站的建筑由于事故变得具有过强放射性以至于无法使用人工方式铆接或者焊接石棺，因此这项工作转由遥控机器人完成。然而机器人也因辐射干扰了遥控或电路而表现异常，所以石棺的密封性并不是很好。
整个建设过程包括八个阶段：
1. 清理现场；
2. 在四号反应堆附近使用混凝土覆盖地面；
3. 使用钢筋混凝土在反应堆附近竖起初始防护墙；
4. 在三号反应堆和四号反应堆之间修建隔离墙；
5. 修建其他相关隔离墙；
6. 覆盖蒸汽涡轮机组大厅；
7. 安装扶壁；
8. 建设支撑结构，覆盖反应堆舱并安装通风设施。

石棺的建造消耗了超过400000 m3的混凝土和7,300吨的金属框架。它最终将740000 m3受到严重辐射污染的废墟结构连同土壤封闭在内。1986年10月11日，苏共中央接受了一份题为“切尔诺贝利核电站四号反应堆的放射安全性和覆盖结构可靠性、耐久性的总结报告”的报告书。石棺上有超过60个观察孔来帮助监控堆芯状态。此外，石棺上还设计了一些用于通风和对流的结构，由于安装了过滤系统，所以不会有放射性物质从孔洞逸出。

## 当前问题

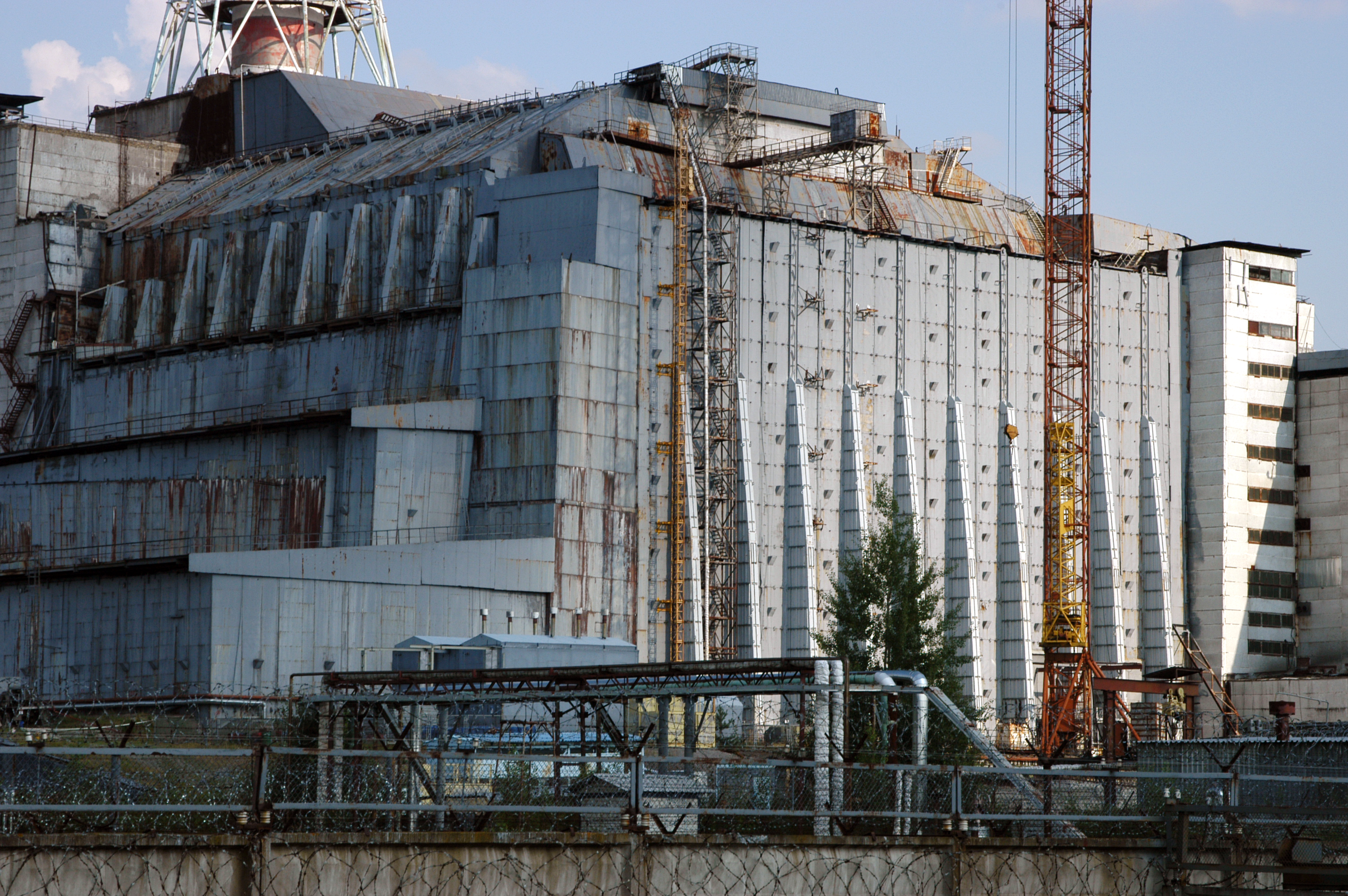
2005年的石棺外观

当前的防护结构是在反应堆建筑的废墟上搭建而成。两根巨大的横梁支撑起了防护结构的屋顶，而其余部分则一部分由反应堆在事故中变得摇摇欲坠的西侧墙壁支撑。防护结构西侧的屋顶由指向轴线50°方向的一堵墙支撑着，由于事故中受损，它被使用混凝土加固过了。

### 设计稳定钢结构
设计稳定钢结构（DSSS）是一个黄色的钢制物体，被放置在毁坏的反应堆旁边。它有63米(207 英尺)高，具有一系列的 悬臂，一直延伸到西侧支撑墙，目的是稳定石棺。这样做是防止反应堆所在建筑物的墙壁或防护结构的屋顶崩塌。一旦发生，大量的放射尘和放射粒子会直接释放到大气中，导致大量新的放射性物质进入环境。2006年DSSS被延展，目前50%的屋顶重量（约400吨）被从轴向50的墙上转移到DSSS上来。

### 上部生物防护工程的问题
生物防护工程（UBS）是一个直径15米，由2000个方块组成的盘状结构，重约1000吨。每一块方块都放置于燃料管上。在灾难发生后，这个灾难前被称为“猪鼻子”的屏蔽层被命名为“组件E”，昵称“叶莲娜”。而它下面扭曲的燃料管道则被称为“叶莲娜的头发”。
防护结构面临的另一个威胁是用于原本作为UBS的上部的混凝土板在堆芯爆炸的时候被炸飞，现在和地面形成了75°的夹角，只有一些碎片和废墟在支撑它竖立起来，这被认为是非常不安全的。它一旦倒下，防护结构内的放射沉积将被打破，一些放射性物质很有可能会逸散到防护结构外，甚至对整个防护结构造成损伤。

## 更换计划
1988年10月22日，苏联科学家发表结论称石棺在20-30年之后就会需要大型维护工作。1998年，在欧洲复兴开发银行的帮助下，一个包括确保顶梁不会垮塌的加固措施的保护方案已经完成。尽管如此，由于降雨引发的支撑梁腐蚀问题仍然威胁着石棺的完整性。水通过石棺顶部的孔漏进结构里面并变得的具有放射性，然后渗过反应堆的地板进入土壤中。
一个新的容器将使得石棺可以被拆除并移除其下覆盖的放射性材料。新遮蔽结构体预计在2015年代替现有的石棺。然而，工期延长和100万欧元左右的资金缺口造成了总共长达一年的拖延，2016年新的结构才被安装到位。
2019年4月，这个新的建筑物开始对其上安装的各项系统进行检查和测试。